# Râul Oarța
Râul Oarța este un curs de apă, afluent al râului Sălaj. 